# Col legno
Col legno (italsky doslova znamená „dřevem)“ je pojem hudebního názvosloví, kterým se označuje vzácný způsob hry na smyčcové nástroje, kdy se strun dotýká hráč pevnou částí („dřevem“, „prutem“) smyčce místo žíněmi. Stručným col legno se obvykle rozumí col legno battuto, kdy se do strun dřevem udeří. Kromě toho je používáno také col legno tratto, kdy se prut táhne přes struny. Přechod k normálnímu hraní se nazývá coll’arco či krátce arco („smyčcem“) nebo ord.  či ordinario („normálně“).

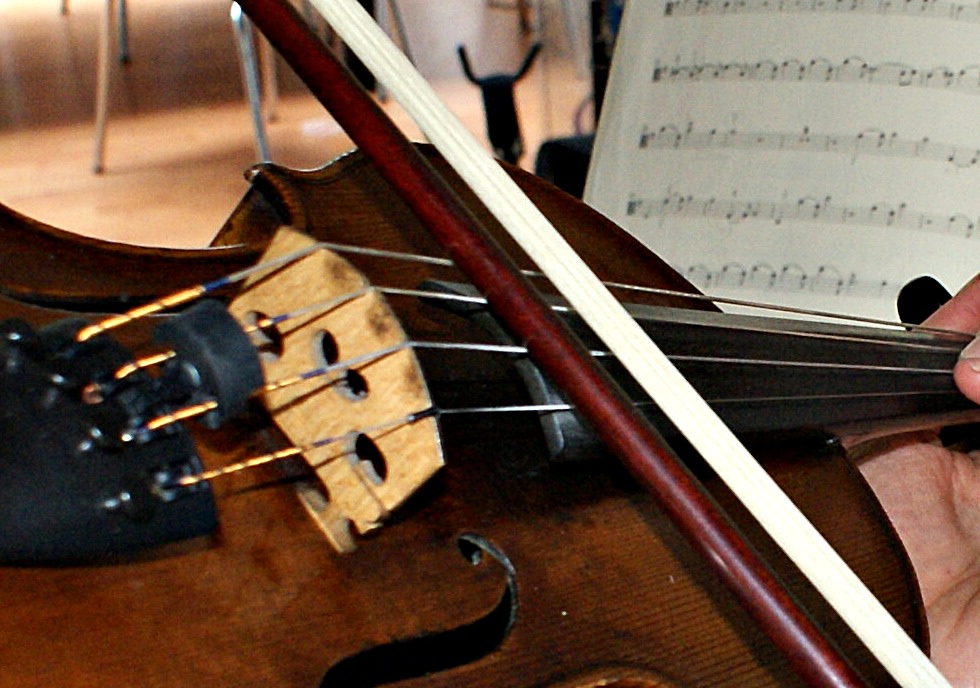
Hra col legno na housle

Nejstarší doložená použití jsou u anglického skladatele Tobiase Humea v 17. století, ve stejné době použil tuto techniku i italský skladatel Carlo Farina.